# Ruschia aggregata
Ruschia aggregata är en isörtsväxtart som beskrevs av L. Bol. Ruschia aggregata ingår i släktet Ruschia och familjen isörtsväxter. Inga underarter finns listade i Catalogue of Life.